# 肖声
肖声（1954年1月—），男，汉族，辽宁辽阳人，中华人民共和国政治人物，中国共产党党员，二级大法官。中国政法大学法律专业毕业。。

## 生平
1972年1月参加工作。
1987年3月，任辽宁省高级人民法院副科级助理审判员。1988年3月，任辽宁省高级人民法院研究室副主任、审判员。1992年7月，任全国法院干部业余法律大学辽宁分校专职副校长兼省法官培训中心专职副主任（正处级）。1995年4月，任辽宁省高级人民法院副院长。1999年12月，任辽宁省高级人民法院副院长、党组副书记。2003年1月，任大连市中级人民法院院长、党组书记。2006年1月，任辽宁省高级人民法院副院长、党组书记。2006年11月，任辽宁省高级人民法院副院长、代理院长、党组书记。2007年1月，任辽宁省高级人民法院院长、党组书记。2008年1月，任辽宁省人民检察院党组书记。2008年2月，任辽宁省人民检察院检察长、党组书记。2017年1月，不再担任辽宁省人民检察院检察长。
2008年，当选第十一届全国人民代表大会辽宁地区代表。2013年，当选第十二届全国人民代表大会辽宁地区代表。